# Topolnitsa (rivière)
La rivière Topolnitsa (bulgare : Тополница) est une rivière du sud de la Bulgarie. C'est un affluent important de la Maritsa.

## Géographie
Elle prend sa source à Sredna Gora, près de Koprivchtitsa. Elle est connue sous le nom de Shirineyska dans son cours supérieur. Son débit moyen est de 55 m3/s et sa longueur est de 154,8 km. Son bassin couvre 1 789 km2. La Topolnitsa coule dans la Maritsa près de Pazardjik après un large virage sous l'autoroute Trakia. Le réservoir de la Topolnitsa a un volume maximum de 120 000 000 m3 et dessert la zone autour de Pazardjik. Parmi les affluents de la Topolnitsa sont les rivières Mativir et Bunovo. Le nom de la rivière est dérivé du mot bulgare топола, topola ("Peuplier").